# Syktyvkar
Syktyvkar (ruski: Сыктывка́р) je grad u Rusiji. Glavni je grad Republike Komi. 
Vjeruje se da je na mjestu današnjeg grada postojala naseobina još od najmanje 16. stoljeća.
Siktivkar se nalazi na rijeci Sisoli, po kojoj je grad i nosio svoje prijašnje ime Ust-Sisolsk. Grad se inače nalazi poprilično blizu mjestu gdje se rijeka Sisola ulijeva u veću rijeku Vičegdu, koja je pritoka rijeke Sjeverne Dvine. Ove rijeke su plovne i glavna su prijevozna putanja šumarskih proizvoda iz Siktivkara. Trupci i drvoprerađivaštvo su glavne industrije u Siktivkaru.